# Małe Wyręby
Małe Wyręby – kolonia wsi Rakowiec w Polsce, położona w województwie pomorskim, w powiecie tczewskim, w gminie Gniew. Wchodzi w skład sołectwa Rakowiec.
W latach 1975–1998 kolonia administracyjnie należała do województwa gdańskiego.